# Вайле (клуб маунтинбайка)
Клуб маунтинбайка Вайле (дат. Mountainbike Club Vejle, MCV) — датский любительский велосипедный клуб, расположенный в Вайле, деятельность которого посвящена дисциплине маунтинбайка. Клуб является членом Датского союза велосипедистов и подчиняется законам, правилам и положениям союза.

## Деятельность клуба
Клуб маунтинбайка Вайле (MCV) — один из старейших клубов маунтинбайка в Дании, основанный в 2007 году, и насчитывающий около 200 членов. Это и элитные гонщики, входящие в датскую и мировую элиту, и участники соревнований во всех классах, и молодёжь, и дети, в том числе простые любители велоспорта. В MCV существует чувство общности на всех уровнях.
Клуб организует совместные тренировки, спортивные и социальные мероприятия, такие как клубные чемпионаты, поездки на большие расстояния, тренировочные лагеря, гонки по ориентированию на горных велосипедах, клубные вечера, лекции, видеовечера и рождественские вечеринки.
Основные направления деятельности клуба:
- Популяризация маунтинбайка
- Развитие талантов
- Элитный горный велосипед

Целью клуба является:
- Распространение знаний о маунтинбайке как виде спорта
- Быть источником вдохновения для людей, интересующихся горным велосипедом
- Создать благоприятные условия для тренировок маунтинбайкеров
- Создать сообщество для новых и опытных маунтинбайкеров
- Поощрять интерес к велоспорту с помощью спортивных и социальных мероприятий
- Создать хорошо функционирующую структуру как для любителей, так и для элитных спортсменов.
- Быть ведущей организацией в этом виде спорта в регионе

Клуб использует приложение/сайт Holdsport для размещения информации о турах и мероприятиях.
Деятельность клуба обеспечивается за счёт спонсорской помощи, государственных субсидий, прибыли от мероприятий и членских взносов.
MCV участвует в развитии Vejle BikePark, технического и тренировочного центра маунтинбайка в Сёндерсковене (Вайле). В парке есть трассы разного уровня сложности, включая лёгкие (зелёные), умеренные (синие), сложные (красные), тяжёлые (чёрные) и экстремальные (оранжевые).

## Членство и членские взносы
В настоящее время членский взнос составляет 600 датских крон за календарный год для всех возрастных групп.
Существует семейная скидка, поэтому последующие члены клуба, проживающие по одному адресу, платят 450 датских крон в год.
Стоимость поддерживающего/пассивного членства составляет 600 датских крон в год и взимается в марте. Пассивные члены клуба сами не катаются на велосипеде, но поддерживают MCV и работу клуба по популяризации маунтинбайка в регионе.
Членский взнос взимается при регистрации и затем один раз в год после общего собрания, которое обычно проходит в феврале.
Если человек вступает в клуб после 30 сентября, членский взнос за оставшуюся часть календарного года составляет 50 %. Если человек желает стать членом клуба после 30 ноября — получает членство бесплатно до конца календарного года.
Регистрация членов происходит на сайте клуба. Взносы взимаются через приложение/сайт Holdsport.
Среди известных членов клуба — датский велогонщик Лукас Струнге, специалист по маунтинбайку и гравийному велоспорту, выступавший за клуб маунтинбайка Вайле в 2023 году.

## Тренировки
Тренировки проходят в основном в Нёрресковене и Сёндерсковене в Вайле, но в течение сезона используются и окрестные трассы. Большое внимание уделяется технической подготовке, так как это важный фундамент для безопасного передвижения по трассам.
Опыт катания на горном велосипеде не требуется, но ожидается, что участники будут мотивированы на тренировки и будут иметь базовые знания о езде на велосипеде в лесу.
Время и место проведения тренировок опубликованы на сайте клуба.

### Дети и молодёжь
В детском и молодёжном отделении клуба маунтинбайка Вайле тренировки разделены на уровни и основаны на концепции возрастной подготовки Датского союза велосипедистов. Мальчики и девочки тренируются вместе. Для команд тренеры решают, в какой команде будет тренироваться каждый велосипедист, чтобы обеспечить наилучшую подготовку.
Команды детского и молодёжного отделения:
- Зелёная команда: тренировки для детей в возрасте 5—9 лет и новичков без опыта. Цель тренировки — освоить базовую подготовку, все участники должны быть в сопровождении родителей. Занятия проводятся только в летние месяцы и только по воскресеньям.
- Голубая команда: обучение для детей в возрасте 9—11 лет и участников с небольшим опытом. Цель тренировок — развитие техники. Количество и интенсивность тренировок постепенно увеличиваются. Родителям предлагается ехать позади. Занятия проходят в четверг с 17:00 до 18:30 и в воскресенье с 10:00 до 11:30.
- Красная команда: тренировки для детей в возрасте 11—15 лет и участников среднего уровня подготовки. Основное внимание уделяется целенаправленному развитию конкретных навыков. Большое внимание уделяется технике и начальной физической подготовке. Родителям предлагается кататься позади. Занятия проходят круглый год. В четверг с 17:00 до 18:30 и в воскресенье с 10:00 до 12:00.
- MCV Future Racing: тренировки для гонщиков в возрасте 13—17 лет и участников соответствующего уровня подготовки. Группа следует структурированному плану тренировок и учится тренироваться в соответствии с согласованными планами. От гонщиков ожидается более серьёзный подход к тренировкам, и основной упор делается на физическую подготовку и интервальные тренировки. Занятия проходят круглый год по вторникам и четвергам с 17:00 до 18:30.

Вся информация о тренировках размещена на Holdsport, там же осуществляется регистрация участников.

### Motion
Основная группа клуба, Motion (с дат. — «Движение»), также проводит тренировки в командах на разных уровнях подготовки. В будние дни команды разделены. По выходным часто проводится более длительная совместная поездка для всех команд группы Motion (1, 2 и 3), где темп подбирается в зависимости от участников. Можно менять команды в течение сезона или в зависимости от уровня физической подготовки.
| Команда  | Время тренировок | Тренер            | Дистанция, км | Максимальный подъём, м | Продолжительность                     | Технический уровень, требования к темпу                                                                                         |
| -------- | --- | ----------------- | ------------- | ---------------------- | ------------------------------------- | --- |
| Motion 1 | По состоянию на начало сентября 2024 — не проводятся | Микаэль Сталь     | 15—25         | 400                    | Будни: 1,5—2 часа, Выходные: 2—3 часа | Базовая техника езды+. Один круг по синей трассе в Сёндерсковене в пределах 45 минут.                                           |
| Motion 1 | Тренировки на гравийных дорогах и тропинках района, а также на синих и иногда на красных трассах. Тренировки проводятся для достижения лучшей формы и развития основных принципов MTB, а также для того, чтобы участники могли перейти в одну из других команд Motion 2/3. Тренер подбирает индивидуальные упражнения и помогает устранить недочёты. Проводятся технические дни, когда участники работают над основами катания на горном велосипеде. |                   |               |                        |                                       | |
| Motion 2 | Вторник в 18:00, место встречи: Toldbodvej 6 | Хенрик Оккерстрём | 20—40         | 700                    | Будни: 2 часа, Выходные: 2,5—4 часа   | Уверенная техника (синие трассы) и подготовка к красным трассам. Два круга по синей трассе в Сёндерсковене в пределах 75 минут. |
| Motion 2 | Используются все виды трасс, в основном синие и красные. Цель — улучшить форму, а также развить технику. Как правило, тренировка имеет определённую тему для работы. Проводится также видеообучение техникам и приёмам маунтинбайка на различную тематику. |                   |               |                        |                                       | |
| Motion 3 | Вторник в 18:00, место встречи: Toldbodvej 6 | Андреас Мюлеманн  | от 25         | 1000                   | Будни: 2 часа, Выходные: 2,5—4 часа   | Синие/красные/чёрные трассы Два круга по синей трассе в Сёндерсковене в пределах 65 минут.                                      |
| Motion 3 | Это аттракцион, в котором главное — высокая скорость и мало перерывов. Используются все типы трасс, и предполагается, что участники занимаются круглый год. Проводится также видеообучение техникам и приёмам маунтинбайка на различную тематику. |                   |               |                        |                                       | |

Trail/Enduro
Это команда для более опытных маунтинбайкеров и спортсменов. Она в основном катается на красных, чёрных трассах и очень техничных трассах. Каждая тренировка длится около 2 часов.
Требования к физической подготовке: нормальная базовая физическая форма с желанием совершенствоваться. Занятия проходят примерно раз в месяц. Ответственный за команду: Якоб Овергор.

### Соревнования
Соревновательная команда предназначена для гонщиков, которые сосредоточены и хотят получить спортивные результаты от своих тренировок.
Цель — совершенствоваться и иметь возможность участвовать в гонках, ориентируясь при этом на сообщество. Программа тренировок структурирована и включает в себя интервалы, технические задания, отрезки и прохождение трасс. За программу тренировок, которую планирует спортивный комитет, всегда отвечает капитан команды.
В спортивных тренировках члены клуба могут участвовать, если находятся в хорошей физической форме и могут держать себя в руках в любой ситуации.
Продолжительность тренировки составляет около 2+ часов в будние дни и около 3+ часов в выходные. Кроме того, в течение года организуются совместные поездки на другие трассы и выезды на выходные.
В 2024 году маунтинбайк-клуб Вайле выступил инициатором создания спортивной команды Willing Able Racing, получившей лицензию элитной команды DCU.

### Элита
Команда предназначена для старших гонщиков, которые участвуют в лицензионных гонках (XCO) и хотят целенаправленно тренироваться. Целевая группа команды — гонщики до 19 лет и старше.
Команда следует систематической программе тренировок, разработанной давним партнёром клуба, компанией Endura Consulting (Якоб Аггер).
В дополнение к систематической программе тренировок есть возможность индивидуального выбора дополнительных услуг и упражнений. Все они направлены на то, чтобы гонщики могли показать наилучшие результаты на соревнованиях.
Групповые тренировки проходят по вторникам, субботам и воскресеньям. Самостоятельные тренировки проводятся по четвергам.

## Совет директоров
Совет директоров состоит из 6 человек, в основном из членов клуба, однако 1—2 члена могут быть избраны из-за пределов клуба, если требуются особые полномочия. Правление состоит из председателя, казначея и 4 членов правления. В состав правления избирается один заместитель. Члены правления и их заместители избираются на общем собрании.
При Совете директоров могут создаваться различные комитеты для выполнения определённых интересов и задач. Эти комитеты могут быть созданы на клубных вечерах, доступных для всех членов клуба. Кроме того, Совет директоров может в любое время, по мере необходимости, создавать или распускать комитеты в любое время. Председатель созывает заседания Совета директоров по мере необходимости или по требованию одного из членов Совета директоров. Совет имеет кворум, если присутствует не менее половины членов Совета.
| ФИО                  | Должность                      |
| -------------------- | ------------------------------ |
| Микаэль Сталь        | Председатель совета директоров |
| Микаэль Й. Сталь     | Казначей                       |
| Аллан Сёегор         | Член совета директоров         |
| Андреас Мюлеманн     | Член совета директоров         |
| Симон К. Кристиансен | Член совета директоров         |
| Николай Николайсен   | Член совета директоров         |

## Спонсоры и партнёры клуба
Клуб маунтинбайка Вайле сотрудничает с брендом одежды Konggaard. Кроме этого, клуб поддерживает партнёрские отношения с The Bikefit Studio Мадса Кристенсена и Børge Madsen Cykler.
С весны 2024 года Moutainbike Club Vejle сотрудничает с Elite Vejle, независимым органом, и головной организацией для элитных видов спорта в Вайле, и Советом по элитному спорту с представителями бизнес-сообщества, образовательных учреждений, спорта, прессы и городского совета.
Клуб также сотрудничает со школой NOVAskolen, где организованы элитные спортивные классы — специальные трассы для талантливых учеников 7—9 классов в школе NOVA в Вайле. У учащихся, посещающих эти занятия такое же количество обязательных уроков, как и у других учеников, но занятия организованы таким образом, что дважды в неделю у них есть свободное время для утренних тренировок.

### Комментарии
1. ↑  Поскольку участники часто «продвигаются» на уровень Motion 2 или 3, занятия проводятся только при наличии достаточного спроса и только в период с апреля по октябрь.